# Pibekvalkved
Pibekvalkved (Viburnum lantana), også skrevet Pibe-Kvalkved, er en løvfældende busk med en stiv, opret vækst. Sidegrenene kan dog efterhånden blive overhængende. Blomsterne dufter noget ubehageligt.

## Beskrivelse
Barken er først brun og hårklædt. Senere bliver den grå og tæt filthåret. Gamle grene kan danne en grå og furet bark. Knopperne sidder modsat, og de er uden knopskæl, slanke, tilliggende og gråfiltede. Blomsterknopperne er derimod endestillede og kuglerunde, men også gråfiltede. 
Bladene er hele og ægformede med groft takket rand. Oversiden er matgrøn (billedet i boksen til højre viser nyudsprungne blade) og rynket, mens undersiden er gråfiltet. Blomstringen sker i maj-juni, hvor man finder blomsterne samlet i endestillede skærme. De enkelte blosmter er regelmæssige og 5-tallige med flødehvide kronblade. Frugterne er røde og ved modenhed: sorte stenfrugter, som modner i oktober, men bliver siddende på busken vinteren over.
Rodsystemet består af et højtliggende net af hovedrødder med tæt forgrenede siderødder. Planten danner desuden rodskud. 
Højde x bredde og årlig tilvækst: 3,00 x 3,00 m (30 x 30 cm/år).

## Hjemsted
Arten har sin naturlige udbredelse i Nordafrika, Mellemøsten, Kaukasus og det sydlige og centrale Europa. Da den bruges som grundstamme for podning med de forskellige sorter inden for slægten, optræder den ofte som naturaliseret andre steder. 
I området ved Neusiedler See i Burgenland, Østrig, findes arten på varme sydhæld med kalkrig, veldrænet jord i plantesamfundet Geranio sanguinei-Quercetum pubescentis sammen med bl.a. akselrøn, liguster, svalerod, blodrød storkenæb, cypresvortemælk, duneg, grenet edderkopurt, hvid diktam, kantet konval, opret galtetand, parykbusk, pilebladet tusindstråle, rundbladet bærmispel, rød dværgmispel, rød kornel, skærmokseøje, stor knopurt, tidlig timian, virgilasters, vrietorn, æblerose, og ædelkortlæbe

## Anvendelse
Arten bruges som grundstamme for podninger med sorter inden for slægten Kvalkved. Da den sætter rodskud og for øvrigt er meget kraftigt voksende, løber den ofte af med sejren i konkurrencen mellem vildskuddene og de kostbare grene af den udvalgte sort, "ædelrisene".
- Pibekvalkved med umodne røde og modne sorte frugter på samme tid

| Portal | Portal:Botanik |

## Note
1. ↑  Martin Magnes: Übersicht über natürliche Waldgesellschaften im Neusiedler See-Gebiet (tysk)